# Lophiostoma rhizophorae
Lophiostoma rhizophorae är en svampart som först beskrevs av Poonyth, K.D. Hyde, Aptroot & Peerally, och fick sitt nu gällande namn av Aptroot & K.D. Hyde 2002. Lophiostoma rhizophorae ingår i släktet Lophiostoma och familjen Lophiostomataceae.   Inga underarter finns listade i Catalogue of Life.